# Arrondissement Arcachon
Arcachon is een arrondissement van het Franse departement Gironde in de regio Nouvelle-Aquitaine. De onderprefectuur is Arcachon.

## Kantons
Het arrondissement is samengesteld uit de volgende kantons:
- kanton Arcachon
- kanton Audenge
- kanton Belin-Béliet
- kanton La Teste-de-Buch

Na de herindeling van de kantons bij decreet van 20 februari 2014, met uitwerking op 22 maart 2015, zijn dat:
- kanton Andernos-les-Bains
- kanton Gujan-Mestras
- kanton Les Landes des Graves
- kanton La Teste-de-Buch